# Église presbytérienne Cumberland
La Cumberland Presbyterian Church (CPC - Église presbytérienne Cumberland) est une Église presbytérienne des États-Unis. Elle fut fondée en 1810, par des paroisses de l'Église presbytérienne aux États-Unis d'Amérique (aujourd'hui Église presbytérienne touchées par le deuxième Grand réveil au Tennessee et dans le Kentucky. Elle est membre de l'ARM. Elle compte 50 000 fidèles dans 800 congrégations. Elle est d'orientation plutôt libérale.